# Condado de Alexander (Illinois)
El condado de Alexander es un condado estadounidense, situado en el estado de Illinois. Según el censo de los Estados Unidos del 2000, la población es de 9590 habitantes. La cabecera del condado es Cairo.

## Geografía
Según la Oficina del Censo de los Estados Unidos, el condado tiene un área total de 654 km² (253 millas²). De estas 612 km² (253 mi²) son de tierra y 42 km² (16 mi²) son de agua.

### Colindancias
- Condado de Union - norte
- Condado de Ballard - este
- Condado de Pulaski - este
- Condado de Misisipi - sur
- Condado de Scott - oeste
- Condado de Cape Girardeau - noroeste

## Historia
El Condado de Alexander se separó del Condado de Union en 1819. Su nombre es en honor de William M. Alexander.

## Demografía

Pirámide de edad según el censo del año 2000.

Según el censo del año 2000, hay 9590 personas, 3808 cabezas de familia, y 2475 familias que residen en el condado. La densidad de población es de 8 hab/km² (19 hab/mi²). La composición racial tiene:
- 61.54% Blancos (No Hispanos)
- 1.44% Hispanos (Todos los tipos)
- 34.90% Negros o Negros Americanos (No Hispanos)
- 0.54% Otras razas (No Hispanos)
- 0.36% Asiáticos (No Hispanos)
- 0.91% Mestizos (No Hispanos)
- 0.28% Nativos Americanos (No Hispanos)
- 0.02% Isleños (No Hispanos)

Hay 3808 cabezas de familia, de los cuales el 30% tienen menores de 18 años viviendo con ellos, el 44.10% son parejas casadas viviendo juntas, el 17.50% son mujeres que forman una familia monoparental (sin cónyuge), y 35% no son familias. El tamaño promedio de una familia es de 2.99 miembros.
En el condado el 25.80% de la población tiene menos de 18 años, el 7.70% tiene de 18 a 24 años, el 26.60% tiene de 25 a 44, el 22.90% de 45 a 64, y el 16.90% son mayores de 65 años. La edad media es de 38 años. Por cada 100 mujeres hay 98.6 hombres. Por cada 100 mujeres mayores de 18 años hay 96.10 hombres.
Tabla de la evolución demográfica:
|       | 1900   | 1910   | 1920   | 1930   | 1940   | 1950   | 1960   | 1970   | 1980   | 1990   | 2000  |
| ----- | ------ | ------ | ------ | ------ | ------ | ------ | ------ | ------ | ------ | ------ | ----- |
| TOTAL | 19,384 | 22,741 | 23,980 | 22,542 | 25,496 | 20,316 | 16,061 | 12,015 | 12,264 | 10,626 | 9,590 |

## Economía
Los ingresos medios de un cabeza de familia el condado es de $26,042 y el ingreso medio familiar es $31,824. Los hombres tienen unos ingresos medios de $29,133 frente a $18,966 de las mujeres. El ingreso per cápita del condado es de $16,084. El 26.10% de la población y el 21.20%% de las familias están debajo de la línea de pobreza. Del total de gente en esta situación, 38.60% tienen menos de 18 y el 14.80% tienen 65 años o más.

## Ciudades y pueblos
| - Cairo - East Cape Girardeau - Tamms - Thebes - Cache - Diswood | - Clank - Elco - Fayville - Future City - Gale - Klondike | - Dawleys - McClure - Miller City - Olive Branch - Urbandale | - Golden Lily - Hodges Park - Roth - Sandusky - Tamms | - Tankville - Tatumville - Thebes - Unity - Willard |